# MTV Video Music Awards 2013

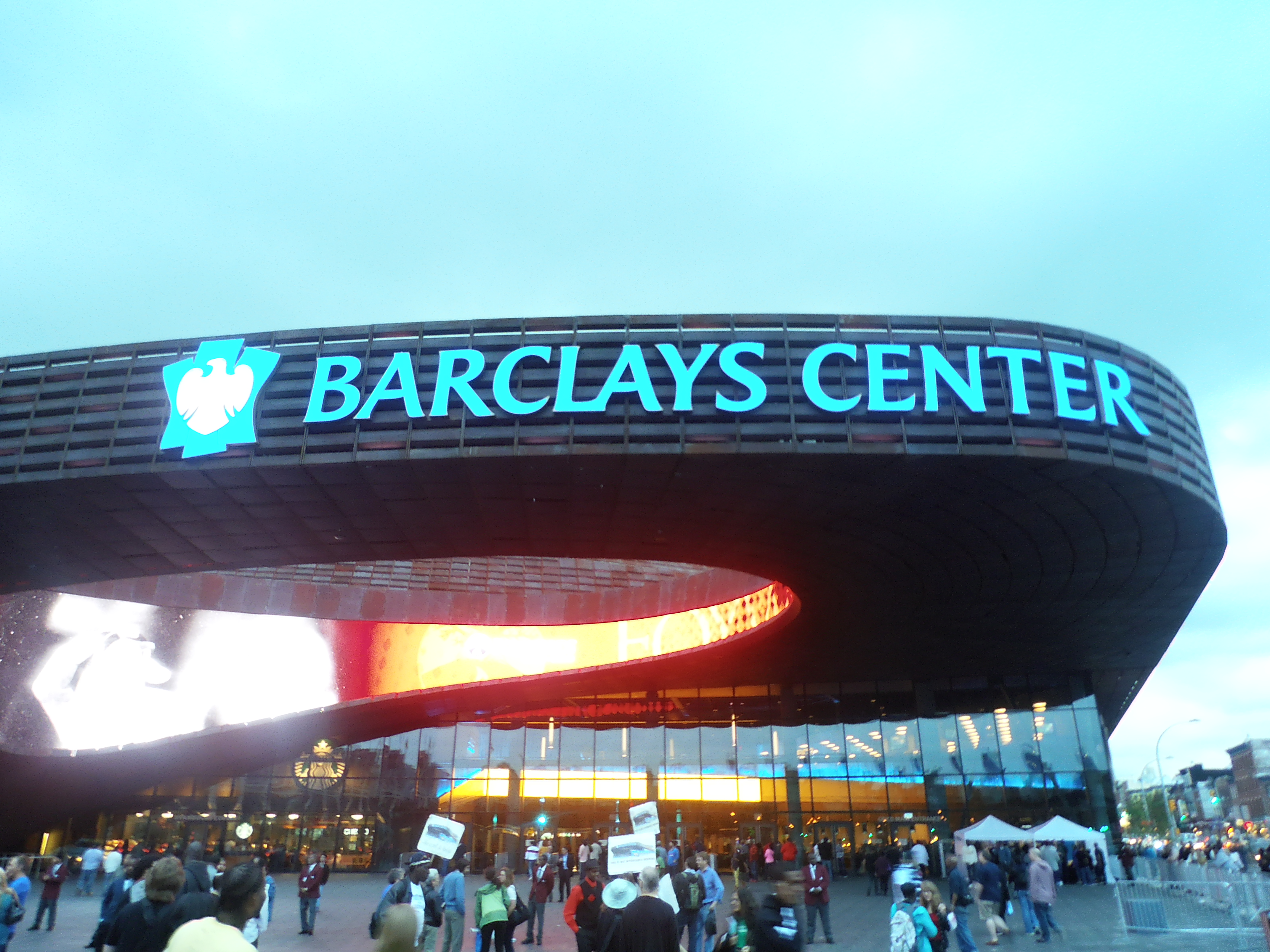
Il Barclays Center di Brooklyn, a New York, luogo dove si è tenuta l'edizione 2013.

La 30ª edizione degli MTV Video Music Awards si è svolta al Barclays Center di Brooklyn, a New York, il 25 agosto 2013.
Le nomination sono state presentate il 17 luglio. Justin Timberlake e Macklemore hanno ricevuto sei candidature diventando i più nominati di questa edizione, seguiti da Bruno Mars e Robin Thicke con quattro nomination. Anche nelle vincite Macklemore e Justin Timberlake sono stati i più premiati con tre statuette ciascuno.
Inoltre, questa edizione, viene ricordata per l'iconico twerking di Miley Cyrus durante l'esibizione con Robin Thicke in Blurred Lines.

## Cerimonia

### Esibizioni

#### Pre-show
- Ariana Grande — The Way / Baby I
- Austin Mahone — What About Love

#### Durante lo show
- Lady Gaga — Applause
- Miley Cyrus — We Can't Stop
- Miley Cyrus e Robin Thicke — Blurred Lines
- Robin Thicke (con 2 Chainz e Kendrick Lamar) — Give It 2 U
- Kanye West — Blood on the Leaves
- Justin Timberlake — Take Back the Night / Sexy Back / Like I Love You / My Love / Cry Me a River / Señorita / Rock Your Body / Girlfriend + Bye Bye Bye (con gli 'N Sync) / Suit & Tie / Mirrors
- Macklemore & Ryan Lewis (con Mary Lambert e Jennifer Hudson) — Same Love
- Drake — Hold On, We're Going Home / Started from the Bottom
- Bruno Mars — Gorilla
- Katy Perry — Roar

## Vincitori e candidati
In grassetto vengono evidenziati i vincitori.

### Video dell'Anno
- Justin Timberlake - Mirrors
- Macklemore & Ryan Lewis (con Wanz) - Thrift Shop
- Bruno Mars - Locked Out of Heaven
- Robin Thicke (con T.I. e Pharrell Williams) - Blurred Lines
- Taylor Swift - I Knew You Were Trouble

### Miglior Video Maschile
- Bruno Mars - Locked Out of Heaven
- Justin Timberlake - Mirrors
- Robin Thicke (con T.I. e Pharrell Williams) - Blurred Lines
- Ed Sheeran - Lego House
- Kendrick Lamar - Swimming Pools

### Miglior Video Femminile
- Taylor Swift - I Knew You Were Trouble
- Rihanna (con Mikky Ekko) - Stay
- Miley Cyrus - We Can't Stop
- Pink (cantante) (con Nate Ruess) - Just Give Me a Reason
- Demi Lovato - Heart Attack

### Miglior Collaborazione
- Pink (cantante) (con Nate Ruess) - Just Give Me a Reason
- Justin Timberlake (con Jay-Z) - Suit & Tie
- Pitbull (con Christina Aguilera) - Feel This Moment
- Calvin Harris (con Ellie Goulding) - I Need Your Love
- Robin Thicke (con T.I. e Pharrell Williams) - Blurred Lines

### Miglior Video Pop
- Selena Gomez - Come & Get It
- Justin Timberlake - Mirrors
- Bruno Mars - Locked Out of Heaven
- Miley Cyrus - We Can't Stop
- Fun. - Carry On

### Miglior Video Rock
- Thirty Seconds to Mars - Up in the Air
- Imagine Dragons - Radioactive
- Fall Out Boy - My Songs Know What You Did in the Dark (Light Em Up)
- Mumford & Sons - I Will Wait
- Vampire Weekend - Diane Young

### Miglior Video Hip-Hop
- Macklemore & Ryan Lewis (con Ray Dalton) - Can't Hold Us
- Kendrick Lamar - Swimming Pools
- Drake - Started from the Bottom
- ASAP Rocky (con Drake, 2 Chainz e Kendrick Lamar) - F**ckin' Problems
- J. Cole (con Miguel) - Power Trip

### Miglior Regia
- Justin Timberlake (con Jay-Z) - Suit & Tie
- Macklemore& Ryan Lewis (con Ray Dalton) - Can't Hold Us
- Yeah Yeah Yeahs - Sacrilege
- Fun. - Carry On
- Drake - Started from the Bottom

### Miglior Coreografia
- Bruno Mars - Treasure
- Chris Brown - Fine China
- Ciara - Body Party
- Jennifer Lopez (con Pitbull) - Live It Up
- will.i.am (con Justin Bieber) - #thatPOWER

### Migliori effetti speciali in un video
- Capital Cities - Safe and Sound
- Flying Lotus - Tiny Tortures
- Skrillex (con The Door) - Breakin' a Sweat
- The Weeknd - Wicked Games
- Duck Sauce - It's You

### Migliore direzione artistica in un video
- Janelle Monáe (con Erykah Badu) - Q.U.E.E.N.
- Thirty Seconds to Mars - Up in the Air
- Capital Cities - Safe and Sound
- Lana Del Rey - National Anthem
- Alt-J - Tesselate

### Miglior montaggio
- Justin Timberlake - Mirrors
- Pink (cantante) (con Nate Ruess) - Just Give Me a Reason
- Macklemore & Ryan Lewis (con Ray Dalton) - Can't Hold Us
- Miley Cyrus - We Can't Stop
- Calvin Harris (con Florence Welch) - Sweet Nothing

### Miglior fotografia
- Macklemore & Ryan Lewis (con Ray Dalton) - Can't Hold Us
- Thirty Seconds to Mars - Up in the Air
- Lana Del Rey - Ride
- Yeah Yeah Yeahs - Sacrilege
- A-Trak & Tommy Trash - Tuna Melt

### Best Video with a Message
- Macklemore & Ryan Lewis - Same Love
- Kelly Clarkson - People like Us
- Snoop Lion - No Guns Allowed
- Miguel - Candles in the Sun
- Beyoncé - I Was Here

### Miglior artista emergente
- Austin Mahone - What About Love
- Twenty One Pilots - Holding on to You
- Zedd (con Foxes) - Clarity
- The Weeknd - Wicked Games
- Iggy Azalea - Work

### Best Song of the Summer
- One Direction - Best Song Ever
- Miley Cyrus - We Can't Stop
- Daft Punk (con Pharrell Williams) - Get Lucky
- Selena Gomez - Come & Get It
- Calvin Harris (con Ellie Goulding) - I Need Your Love
- Robin Thicke (con T.I. e Pharrell Williams) - Blurred Lines

### Best Latino Artist
- Daddy Yankee
- Don Omar
- Jesse & Joy
- Pitbull
- Alejandro Sanz

### Premio alla carriera (Michael Jackson Video Vanguard Award)
- Justin Timberlake